# Necer Sereni
Necer Sereni (hebr. נצר סרני; oficjalna pisownia w ang. Netzer Sereni) – kibuc położony w Samorządzie Regionu Gezer, w Dystrykcie Centralnym, w Izraelu. Członek Ruchu Kibuców (Ha-Tenu’a ha-Kibbucit).

## Historia
Kibuc został założony w 1948.

## Gospodarka
Gospodarka kibucu opiera się na intensywnym rolnictwie.